# Caleb Green
Caleb Green (* 7. Oktober 1985 in Tulsa, Oklahoma) ist ein US-amerikanischer Basketballspieler.

## Karriere
Der 2,04 m große und 105 kg schwere Power Forward spielte in der Saison 2007/08 in der Basketball-Bundesliga für TBB Trier. Davor ging er für die College-Mannschaft der Golden Eagles der Oral Roberts University in Tulsa auf Körbejagd. Dort gelangen ihm durchschnittlich 20 Punkte und neun Rebounds pro Spiel. In der Saison 2008/09 spielte er für den belgischen Erstligisten Dexia Mons-Hainaut und von 2009 bis 2011 für Ligakonkurrent BC Ostende. Anschließend wechselte Green erneut innerhalb Belgiens, diesmal zu Spirou BC Charleroi.